# Edson Batista de Mello
Edson Batista de Mello (ur. 15 grudnia 1964 w São Leopoldo) – brazylijski duchowny katolicki, biskup Cachoeira do Sul od 2019.

## Życiorys
5 grudnia 1997 otrzymał święcenia kapłańskie i został inkardynowany do diecezji Novo Hamburgo. Pełnił głównie funkcje kierownicze w propedeutycznej i teologicznej części diecezjalnego seminarium. Był także m.in. koordynatorem duszpasterstwa w diecezji oraz proboszczem parafii w São Leopoldo.
22 maja 2019 papież Franciszek mianował go biskupem diecezji Cachoeira do Sul. Sakry udzielił mu 11 sierpnia 2019 biskup Zeno Hastenteufel. 